# Villánykövesd
Villánykövesd es un pueblo ubicado en el distrito de Siklós, en el condado de Baranya, Hungría.

## Superficie
Posee una superficie de 7,490 kilómetros cuadrados.

## Demografía
Hasta 2019 la población era de 254 habitantes, con una densidad de población de 33,91 habitantes por kilómetro cuadrado.